# Г'юго (премія)
Премія Г'юго (англ. Hugo Award) — премія в області наукової фантастики, заснована 1953 року. Названа на честь Г'юго Гернсбека — засновника першого науково-фантастичного журналу «Захоплюючі історії» (англ. Amazing Stories). Організацією премії займається Світове товариство наукової фантастики (англ. World Science Fiction Society (WSFS)). Премію присуджують за найкращі твори в жанрі наукової фантастики та фентезі, опубліковані англійською мовою в попередньому році. Номінантів та переможців обирають за результатами голосування зареєстрованих учасників Всесвітнього конвенту любителів фантастики WorldCon (тому премію вважають «читацькою»). Перший раз премія вручали 1953 року на 11-тому WorldCon-і в Філадельфії, а з 1955 року її вручають щорічно.
Лауреатам вручають статуетку, яка зображає злітаючу ракету.

## Історія

### 1950-ті роки
Першу нагороду Г'юго вручили на 11-тому Worldcon-і, що відбувався в Філадельфії в 1953 році, де нагороду присуджували в семи номінаціях. Нагороду того року не вважали щорічною, хоча організатори сподівались, що на наступних конвентах її будуть вручати. В той час конвенти проводили як незалежні події і їх регулювали різні комітети, це означало, що кожен конвент міг мати свої правила.
Worldcon в 1954 році не мав нагородження, але з 1955 року нагородження стало щорічним. Нагорода спочатку називалась «Щорічна нагорода за досягнення в науковій фантастиці» (англ. Annual Science Fiction Achievement Award), але назва «Г'юго» швидко стала популярна, як неофіційна. З 1992 року «Премія Г'юго» стала офіційною назвою нагороди.
В 1959 році були прийняті перші традиційні правила нагородження. Зокрема було введено бюлетень для винесення кандидатур і окремий бюлетень для голосування, також було затверджено, що прийматися можуть роботи минулого календарного року, замість просто протягом року. Ще з'явилась можливість проголосувати за опцію «Жоден номінант», яка тоді перемогла в двох категоріях: краща постановка і кращий новий автор.

### 1960-ті роки
В 1961 році, було сформовано Світове товариство наукової фантастики (англ. World Science Fiction Society (WSFS)), яке контролювало комітети кожного конвенту, тоді ж офіційні правила було записано в конституцію WSFS. Відтоді голосувати за номінантів могли тільки учасники конвенту, хоча висувати кандидатів міг будь хто. З 1963 року номінувати роботи на нагороди могли тільки учасники попереднього конвенту. Також було затверджено номінації, які могли змінювати тільки засідання WSFS. Цими номінаціями були: роман, коротка історія (не уточнено), постановка, професійний журнал, професійний художник і журнал фанів.
В 1965 році було дозволено комітетам конвентів додавати свої категорії (максимум дві), які не переносились на наступні роки. Пізніше було обмежено до одного. 1967 року було додано наступні номінації: коротка повість, письменник-аматор і художник-аматор. В наступному році було додано номінацію за найкращу повість, а також затверджено правила для літературних номінацій (раніше це залишалось на розгляд виборців).

### 1970-дотепер
В 1971 році було затверджено кількість номінантів на нагороду, відтоді і досі це п'ять кандидатів (якщо правилами не передбачено інше). 1973 року скасовано номінацію «Найкращий професійний журнал», замість неї введено номінацію: найкращий професійний редактор, що б відзначити «зростання важливості оригінальних антологій»
В 1980 році було додано номінацію за найкращу нехудожню книгу (пізніше «Найкраща книга про фантастику»), а в 1984 році додано категорію найкращий напівпрофесійний журнал.. 1990 року була введена додаткова номінація за найкращу оригінальну мистецьку роботу, яку було затверджено в 1991 році, але в 1996 році її скасували. Також в 1990-тих роках було вигадано нагороду «Ретро-Г'юго», яка вперше розігралася в 1996.
В 2003 році категорію найкраща постановка було розділено на дві (коротка форма і довга форма), в 2007 році на дві розділили категорію найкращий професійний редактор. 2009 року було додано категорію найкращий графічний твір, а в 2012 році додано категорію найкращий аматорський подкаст.

## Нагородження

### Правила

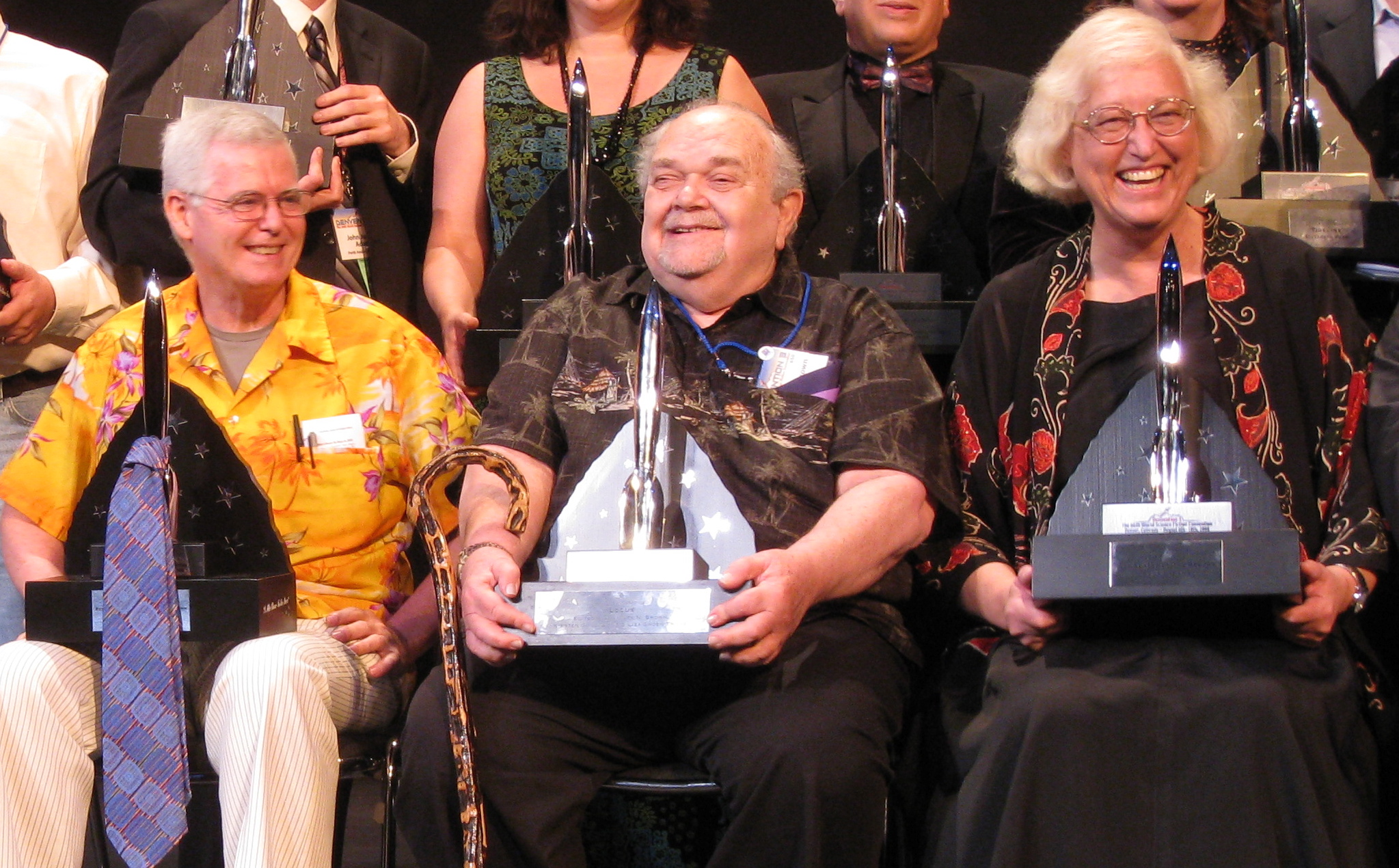
Девід Хартвелл, Чарльз Браун, і Конні Вілліс разом з нагородами «Г'юго» 2008 року.

Існує три основні типи нагород «Премія Г'юґо»:
1. Нагорода за індивідуальну роботу (наприклад найкращий роман чи фільм), в такому випадку премію видають саме за цю роботу.
2. Персональна нагорода за заслуги (наприклад найкращий художник), в такому випадку премію видають за роботу яку особа виконала в році, що розглядають. Роботи виконані в інших роках не повинні враховуватись.
3. Нагорода за набір робіт (наприклад найкращий журнал), в такому випадку нагороду видають за кожну роботу за рік, що розглядають, а не окремому випуску.

Всі нагороди видаються за роботи в обраному році. Індивідуальні роботи розглядають тільки в перший рік від часу публікації. Хоча робота може бути доступною раніше, часом публікації вважається час видання друком, якщо такий є, або датою вказаною в авторському праві на роботу. Рік премії «Г'юґо» є роком нагородження, а не роком коли робота була презентована. Зокрема Премія «Г'юго» 2016 в своїй більшості розглядає роботи створені в 2015 році.
Премія «Г'юго» є міжнародною і номінуватись на премію можуть роботи презентовані в розглядуваний рік на будь-якій мові в будь-якій країні. Проте зважаючи на те, що більшість виборців переможця є англомовними, роботи вперше презентовані на інших мовах можуть розглядати в рік, коли було вперше представлено їх переклад на англійську. Аналогічно з місцем першого випуску твору, якщо це не США, тоді можуть розглядати їх перший випуск в США.
В випадку якщо робота складається з декількох частин, що формують завершений сюжет, кожну частину можна номінувати на премію в відповідному році. Номінація всієї роботи на премію може відбуватись в рік після виходу останньої частини. Якщо одна частина роботи виграла премію сама по собі, тоді всю роботу не слід розглядати як номінанта на премію.
Твори, презентовані в цифровому вигляді, розглядають так само, як і друковані чи інші. Немає вимоги щодо обов'язкової публікації твору на папері (в випадку літератури чи картин) або на певному носії (для постановок), чи вимоги щодо місця презентації (книжкові магазини, кінотеатри і т. д.). Публікування роботи в інтернеті розглядають так само, як і показ фільму в кінотеатрі чи випуск книги в книгарні. Середовище розповсюдження роботи не впливає на можливість її розгляду, окрім суттєвих відмінностей між літературою, графікою чи постановками. Також немає різниці чи була робота видана в відомій видавничій компанії, чи була видана автором самостійно.
Хоча премія видається учасниками всесвітнього конвенту любителів наукової фантастики, твори в жанрах фентезі і фантастика жахів теж можуть розглядати.

### Номінації премії Г'юго
| Назва номінації                                            | Англійська назва                                      | Рік початку | Опис |
| ---------------------------------------------------------- | ----------------------------------------------------- | ----------- | --- |
| Найкращий роман                                            | Best Novel                                            | 1953        | Художні літературні твори розміром більше 40,000 слів |
| Найкраща повість                                           | Best Novella                                          | 1968        | Художні літературні твори розміром від 17,500 до 40,000 слів |
| Найкраща коротка повість                                   | Best Novellette                                       | 1955        | Художні літературні твори розміром від 7,500 до 17,500 слів |
| Найкраще оповідання                                        | Best Short Story                                      | 1955        | Художні літературні твори розміром до 7,500 слів |
| Найкраща книга про фантастику                              | Best Related Book                                     | 1980        | Нехудожні твори про фантастику (біографії, артбуки, історії створення фільмів і інше). До 1998 року номінація називалась «Найкраща нефантастична книга».           |
| Найкраща графічна історія                                  | Best Graphic Story                                    | 2009        | Художня історія розказана в графічній формі (комікс, графічний роман чи web-комікс).                                                                               |
| Найкраща постановка (У двох категоріях: довгій і короткій) | Best Dramatic Presentation (Long Form and Short Form) | 1958        | Драматичні постановки будь-якого типу, які після 2002 року почали нагороджуватись в залежності від тривалості (більше чи менше 90 хвилин)                          |
| Найкращий професійний редактор (У двох категоріях)         | Best Editor (Long Form and Short Form)                | 1973        | Редактор, який минулого року редагував не менше чотирьох творів, в 2007 році було розділено на дві категорії: кращий редактор романів і кращий редактор антологій. |
| Найкращий професійний художник                             | Best Professional Artist                              | 1953        | Кращому професійному художнику. |
| Найкращий напівпрофесійний журнал                          | Best Semiprozine                                      | 1984        | Журнал який має мініум чотири випуски, а також або оплачує публікацію творів в ньому, або розповсюджується на оплачуваній основі.                                  |
| Найкращий журнал фанів                                     | Best Fanzine                                          | 1955        | Аматорський журнал, який має мініум чотири випуски. |
| Найкращий аматорський подкаст                              | Best Fancast                                          | 2012        | Аматорський відео- чи аудіо-подкаст, який має мініум чотири випуски.                                                                                               |
| Найкращий письменник-аматор                                | Best Fan Writer                                       | 1967        | Письменник-аматор, твори якого не видавались в професійному журналі.                                                                                               |
| Найкращий художник-аматор                                  | Best Fan Artist                                       | 1967        | Художник аматор, роботи якого можуть публікуватися в професійних журналах, але ці роботи не повинні розглядати при врученні премії.                                |
| Найкраща гра або інтерактивна робота                       | Best Game or Interactive Work                         | 2024        | Ігри (відео або настільні) та інтерактивний художній твір. |

Наступні номінації нині[коли?] відсутні, але їх вручали в минулі роки:
- Найкращий професійний журнал (вручалась з 1960 до 1972)
- Найкраща оригінальна мистецька робота (Best Original Artwork) (вручалась з 1990 до 1996)

Окремо присуджують премію імені Джона Кемпбелла — «найбільш багатообіцяючому молодому автору року» (Most Promising New Author of the Year), яку може отримати лише автор, який в цьому році вперше опублікував свої фантастичні твори. Голосування і нагородження відбувається разом з премією «Г'юґо», проте критерії до кандидатів регулюються не WSFS.
Також комітет Worldcon-у може додавати одну додаткову номінацію кожного року, ці номінації не є постійними. Таке правило введено на випадок надзвичайних обставин, тому використовувалось не часто. Під час Worldcon-у також можуть видаватись і інші нагороди, які не мають відношення до премії «Г'юґо», бо вибираються за іншими правилами. Проте деколи вони включаються в список виданих премій «Г'юґо» через те що були вручені на спільній церемонії.
Разом з премією Г'юґо інколи присуджувалась премія «Гендальф». Нею переважно нагороджували не за конкретний твір, а автора, який зробив значний вклад в розвиток жанру фентезі.

### Правила голосування
Винесення на голосування
Кожний учасник голосування може запропонувати (дати голос) до п'яти різних кандидатів в кожній з категорій. Коли всі виборці визначились з своїми кандидатами, адміністратор підсумовує загальну кількість голосів за кожну роботу/персону, п'ять кандидатів з найбільшою кількістю пропозицій стають «номінантами на премію Г'юґо». В випадку коли декілька кандидатів змагаються за місце (дві роботи з однаковою кількістю голосів на п'ятому місці, чи три на четвертому) кількість номінантів збільшують що б включити їх. Також може бути менше ніж п'ятеро номінантів: якщо перші кандидати набрали в загальному більше 95 % відсотків загальної кількості голосів, тоді наступні кандидати не включаються. Але номінантів не має бути менше трьох.
Деталі кількості кандидатів і ситуацію з голосами не повідомляють завершення голосування, що б це не вплинуло на фінальне голосування. Після завершення голосування деталі про 15 кандидатів з найбільшою кількістю голосів і деталі голосування публікуються.
Кожен номінант має право відмовитись, перед фінальним голосуванням адміністрація премії опитує потенційних номінантів. Якщо номінант відмовляється від участі в голосуванні за премію (з будь-яких причин), то його кандидатуру знімають, і наступний кандидат з найбільшою кількістю голосів займає його місце (якщо це можливо згідно з правилами).
Фінальний етап голосування
Фінальне голосування відбувається за правилами рейтингового голосування (англ. Instant-runoff voting). Кожен учасник голосування має зробити рейтинг номінантів в кожній з категорій, тобто поставити на перше місце номінанта який на думку учасника має виграти, на друге — другого найбільш гідного, і т. д. Але не обов'язково вносити в рейтинг всіх номінантів, хоча це бажано. Ознайомлення з творами-номінантами, чи роботами номінованих людей не є обов'язковим для можливості голосування за них.
Також є опція «Жоден номінант». Учасник може поставити цю опцію на перше місце, якщо вважає що жоден з номінантів не є гідним премії, чи ця категорія має бути скасована. Дана опція на іншому місці означає, що номінанти вище опції заслуговують на премію, а ті що нижче — ні. Але в деяких випадках порядок кандидатів під опцією може впливати на результати голосування. Варто зазначити, що таку опцію в підрахунках розглядають як один з кандидатів.
- Після першого раунду голосування. Всі зіпсовані бюлетені відкидаються, в дійсних бюлетенях підраховуються кількість перших місць рейтингу за кожного номінанта. Якщо хтось (або опція «Жоден») набирає більше 50 % перших місць в рейтингу, тоді цей номінант стає можливим переможцем. В іншому випадку, необхідно викреслити одного з номінантів.
- Виключення і другий раунд голосування. Якщо переможця не визначено, номінант з найменшою кількістю голосів виключається, а з бюлетенів в яких він був на першому беруться голоси за друге місце (якщо можливо), і додаються до наявних голосів за номінантів що залишились. Опція «Жоден» також може виключатись (що дуже часто і трапляється). Якщо після цього деякий номінант набрав більше 50 % голосів — він виграє (після тесту на легітимність), в випадку коли такого не відбувається виключається ще хтось.
- Такі раунди тривають доки номінант не набере більше 50 % голосів, деколи аж до моменту коли їх залишається два. В такому випадку один з них точно має мати більше 50 %, або обидва порівно. В останньому випадку маємо двох переможців.
- Останній тест перед визначенням переможця знаний як «No Award Test». Дійсні бюлетені поділяються на три групи: в яких опція «Жоден» розташована вище потенційного переможця, в яких потенційний переможець вище опції, і в яких вони не розставлені в рейтингу. При цьому будь-яке місце в рейтингу вважається вищим за номінантів яким місце не було виділене зовсім. Якщо кількість бюлетенів в яких потенційний переможець вище ніж опція «Жоден» більша за другу групу — тоді переможця підтверджено, якщо навпаки — тоді нагорода не видається нікому.

В результаті таких підрахунків можна майже однозначно визначити положення всіх номінантів в рейтингу. На початку заснування премії всі бюлетені перечитувались вручну, але згодом була написана комп'ютерна програма для обрахунків. Дана програма також видає різноманітну статистику по голосуванню. Дану статистику для премії «Г'юґо» за 2016 рік можна побачити тут [Архівовано 5 березня 2017 у Wayback Machine.]

## Нагорода

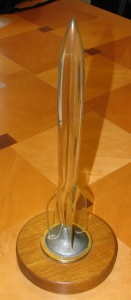
Нагорода «Г'юго» 1991

Переможцям в кожній категорії видається нагорода в вигляді статуетки. Грошового призу не видається, статуетка є єдиною нагородою переможцям. Статуетки міняються кожного року, але в усіх (окрім версії 1958 року) присутній один характерний елемент: вертикально поставлена на підставку ракета.
Дизайн перший трофею 1953 року придуманий Джеком МакНайтом і Беном Джейсоном на основі фігурки на капоті автомобіля, але дизайн ракети мінявся на вимогу комітетів. Теперішній дизайн ракети, який визнано остаточним, був незмінним з дизайну 1984 року вигаданого Пітером Венстоном (окрім 1991 року).
Кожен комітет премії, вигадує нову підставку для ракети, тому нагороди за різні роки можна розрізнити. Нагорода «Г'юго» за 1994 рік мала в собі шматочки ракети, яка справді була в космосі, а нагорода за 1992 рік мала кусочки металу з космічного центру NASA.. Всі нагороди можна переглянути в галереї всіх нагород [Архівовано 29 січня 2017 у Wayback Machine.].
Хоча підставка під ракету вибирається комітетом, але існує набір правил щодо підставки. Зокрема підставка повинна бути виготовлена з матеріалу, що не змінитися з часом чи перепадом температур. Також нагорода не повинна бути крихкою, оскільки багато переможців потім перевозять її в валізі. Ще вимогою є наявність місця на підставці для надпису про переможця, і стійкість нагороди в горизонтальному положенні..